# 韦尔勒伊
韦尔勒伊（法語：Oeyreluy，法語發音：[wɛʁlœj]）是法国朗德省的一个市镇，位于该省西南部，达克斯市区西南，属于达克斯区。

## 地理
韦尔勒伊（43°40'17"N, 1°4'48"W）面积5.72 平方千米，位于法国新阿基坦大区朗德省，该省份为法国西南部沿海省份，是法國本土面积第二大的省，北起吉倫特省，西临大西洋，南至大西洋比利牛斯省，东临热尔省，东北与洛特-加龍省接壤。
与韦尔勒伊接壤的市镇（或旧市镇、城区）包括：達克斯、厄加斯、圣庞德隆、塞雷斯、泰尔西斯莱班。

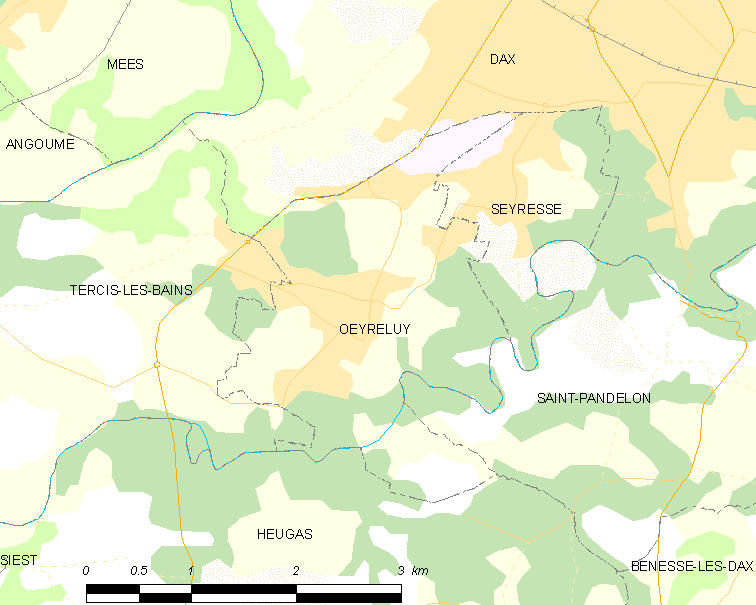
韦尔勒伊的OSM定位图

韦尔勒伊的时区为UTC+01:00、UTC+02:00（夏令时）。

## 行政
韦尔勒伊的邮政编码为40180，INSEE市镇编码为40207。

## 政治
韦尔勒伊所属的省级选区为达克斯第二县。

## 人口

1962-2008年间韦尔勒伊人口变化图示

韦尔勒伊于2022年1月1日时的人口数量为1498人。